# 后里圳低落差示範電廠
后里圳低落差示範電廠，是臺灣的一座小型水力發電廠，位於臺中市后里區。由農田水利署臺中管理處所擁有，並且目前委託台灣電力公司大甲溪發電廠代為營運。所發電後的利潤則再做為回饋金供給農田水利署臺中管理處。而該發電廠也是全臺灣唯二的低落差微型水力發電廠，另一座便是位於新竹縣竹東鎮軟橋里的桂山發電廠軟橋機組，上述兩座微型水力發電廠也都同樣採用貫流式水輪發電機組。

## 沿革

### 計畫
后里圳低落差示範電廠最初是行政院經濟部水資源統一規劃委員會於1987年間為調查后里圳灌溉渠道發電潛能，會同行政院農業委員會、台灣電力公司、經濟部水利司、能源委員會、台灣省水利局等單位針對后里圳圳道上跌水工之落差進行小型水力發電廠的建置規劃程報告。
該計畫中，水源來源的后里圳是引水自大安溪，並於今后里區十八閘（當地民眾習稱「十八沖」）附近的圳道為減緩水流流速，因此設有長達一公里長的18座跌水工，其中在后里圳第六號導水隧道出口到第一號至第三號跌水工間3.6公尺之落差，來興建小型水力發電廠進行示範發電。

### 完工
1986年，后里圳低落差示範電廠興建完成，發電廠內裝置有一部臺灣大同公司所製造之的貫流式水輪機以及同公司所製造之發電機，總裝置容量0.11MW，設計流量為4.3秒立方公尺。其發電後之尾水直接放回后里圳，以供下游灌溉之用，后里低落差示範電廠之平均年發電量約620,000度。
低落差示範電廠完工後，轉交由台中農田水利會進行發電廠管理及營運，其所發之電力再由台灣電力公司進行調度運用。

### 重啟
后里低落差示範電廠完工開始商轉後，其年平均發電量僅有20萬到30萬度，不到當初經濟部預估值62萬度的一半，加上該電廠之售電價格每度僅新臺幣1元左右，負責維護管理的台中農田水利會入不敷出營運困難，最終於2011年時發電廠停止運轉並處於閒置狀態。
2016年7月，台中農田水利會為了讓后里圳所引流之灌溉用水能夠有效被利用因此與台灣電力公司合作，由台電公司負責發電廠閒置期間的修繕與更新作業，並簽署20年合約，委託台電公司旗下之大甲溪發電廠代為營運低落差示範電廠。
同年7月21日，低落差示範電廠修復完工開始再度發電，並於8月11日舉行后里圳低落差示範電廠綠能啟用活動，當天台電人員也表示，直到啟用活動當天為止，重啟後的低落差示範電廠已發電33,000度電，其中低落差示範電廠所發的每度電由台電公司提撥0.3元為水利會回饋金，以期該會能再度投入綠能發電的行列。
而因為低落差示範電廠之發電量僅有0.11MW，因此其所發出之電力將僅供應發電廠周圍之居民使用。

## 設施

### 機組
| 名稱   | 發電機型號           | 水輪機型號             | 機組數量 | 發電方式 | 有效落差（公尺） | 單一機組用水量（CMS） | 容量（MW） | 位置         | 興建年代 | 狀態   |
| ------ | -------------------- | ---------------------- | -------- | -------- | ---------------- | --------------------- | ---------- | ------------ | -------- | ------ |
| 一號機 | 大同公司製感應發電機 | 富士電機製貫流式水輪機 | 1        | 川流式   | 3.6              | 4.3CMS                | 0.11MW     | 臺中市后里區 | 1986年   | 商轉中 |

## 圖集

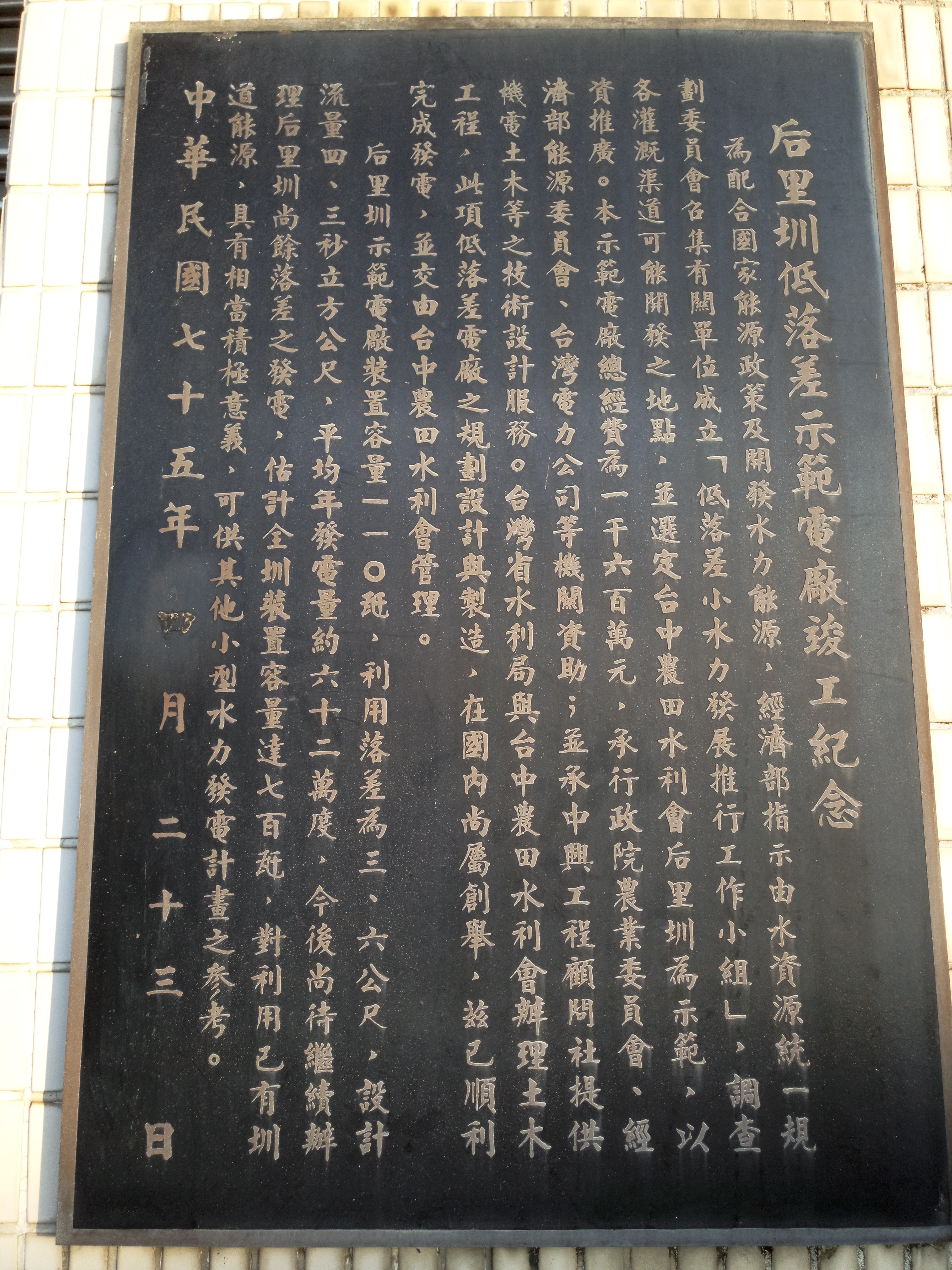
后里圳低落差示範電廠建廠竣工紀念碑文。
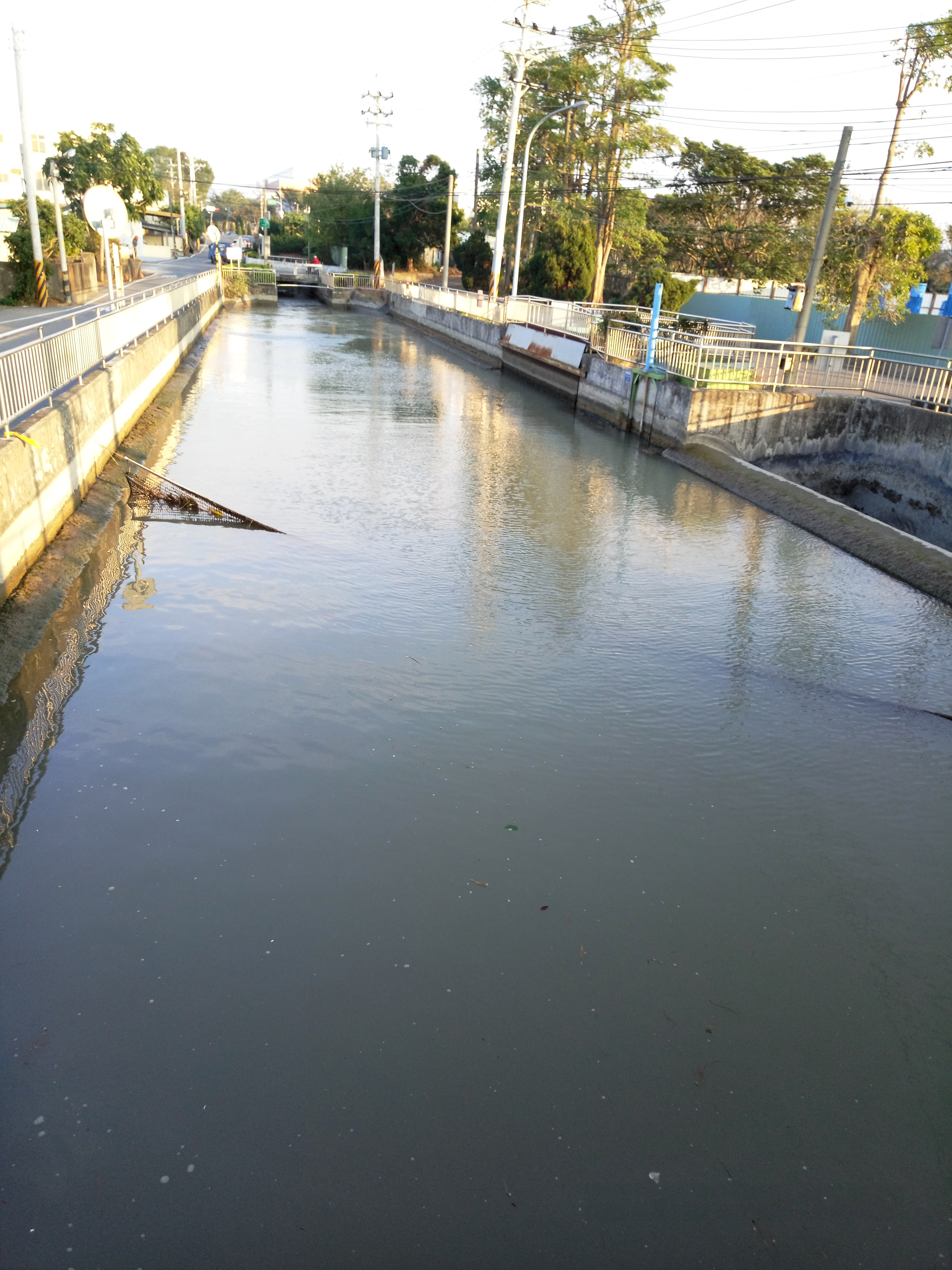
后里圳低落差示範電廠上游沉砂池，也兼做電廠前池的功能。
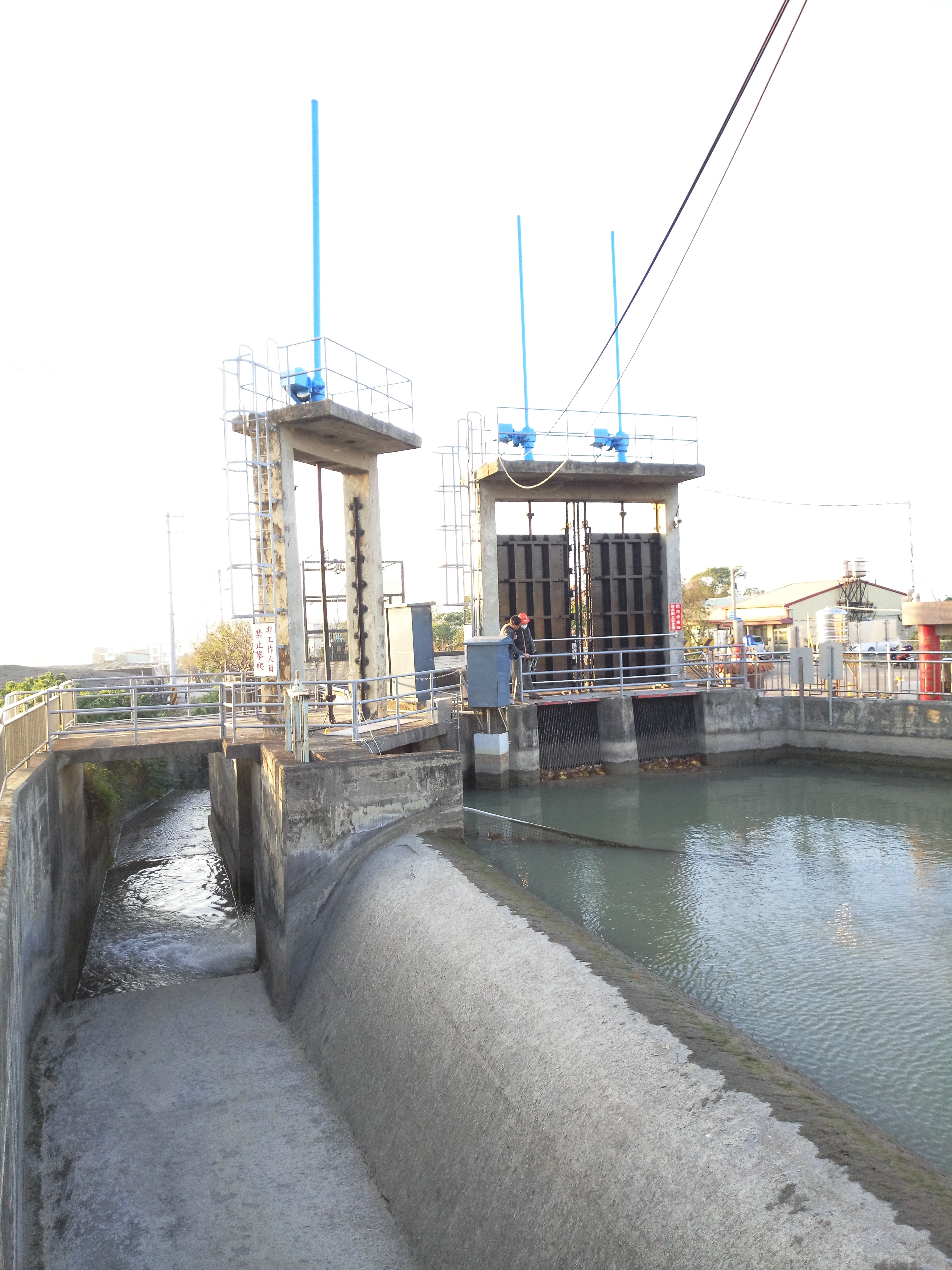
后里圳低落差示範電廠發電廠閘門。
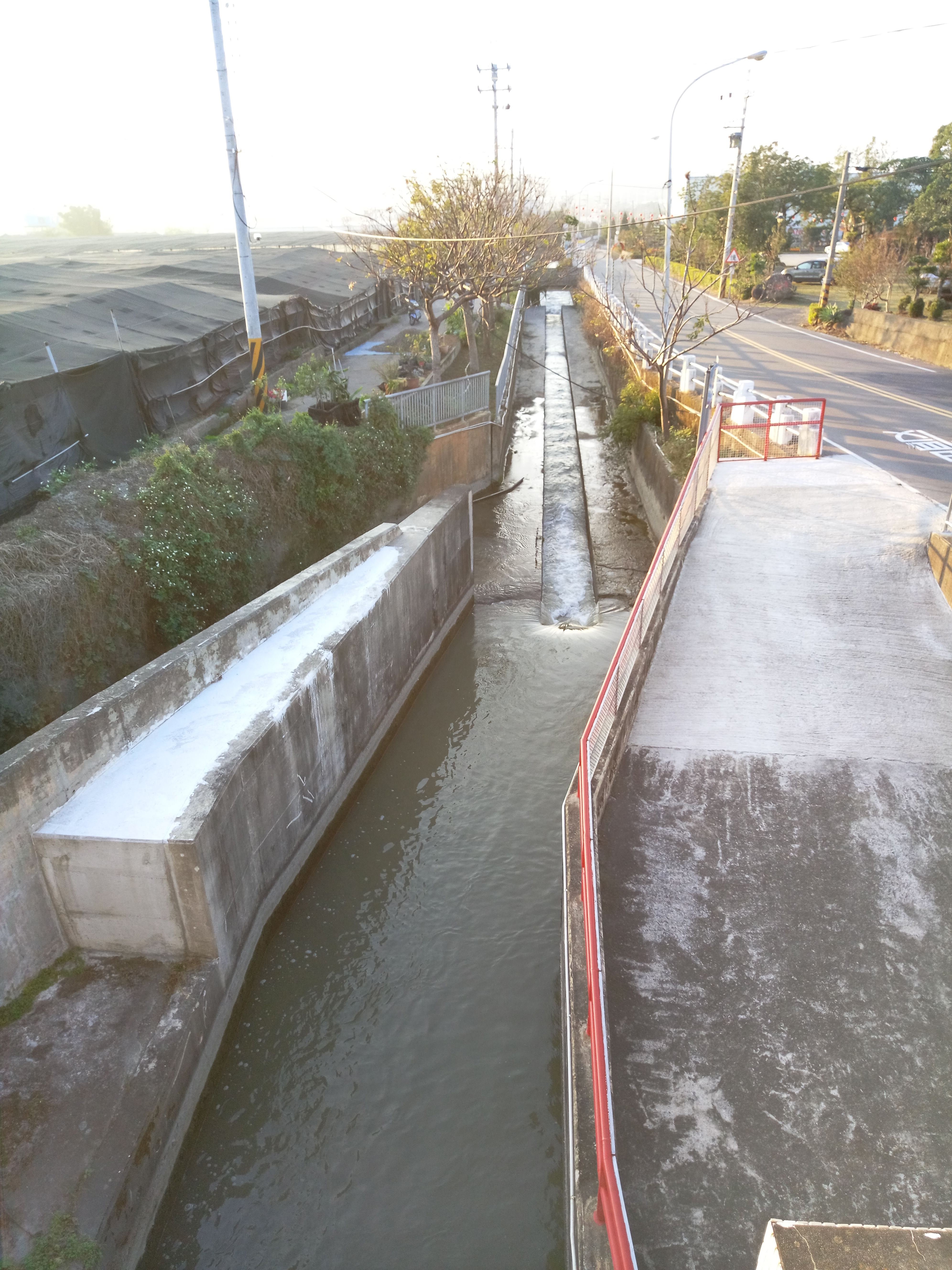
后里圳低落差示範電廠發電後的尾水排放回后里圳。
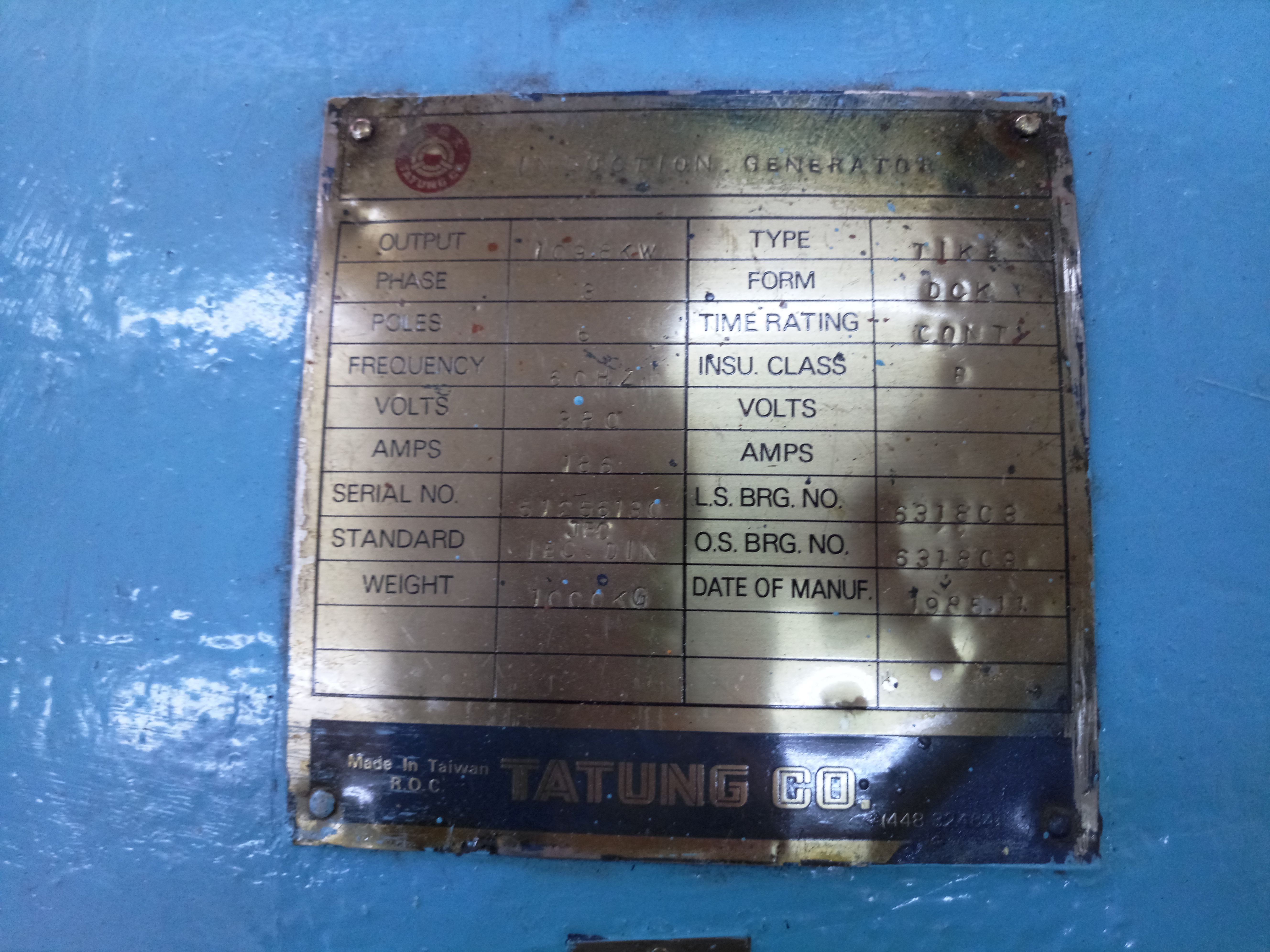
后里圳低落差示範電廠發電機銘板，為感應式發電機，大同公司承製。
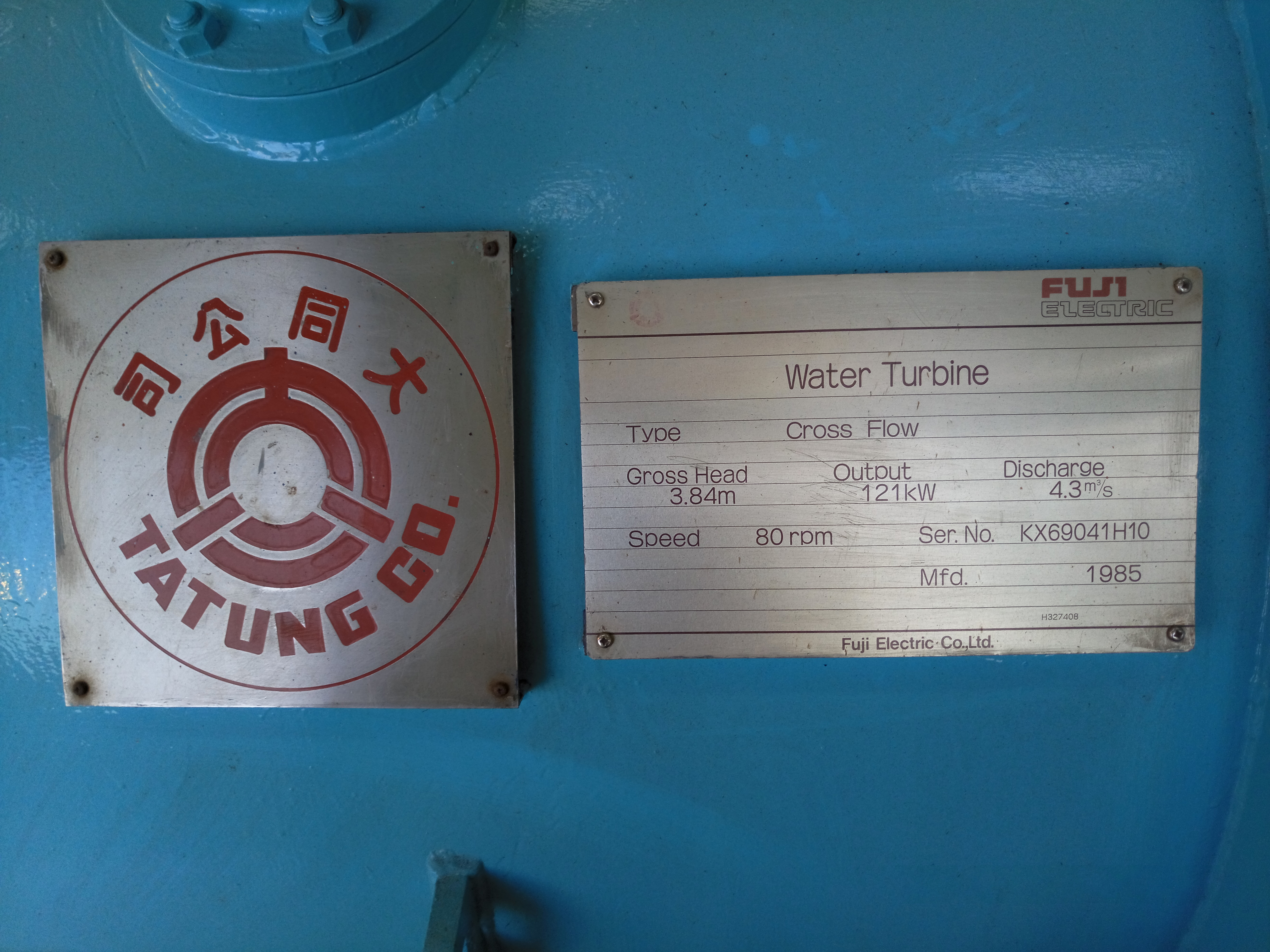
后里圳低落差示範電廠貫流式水輪機銘板，日本富士電機承製。
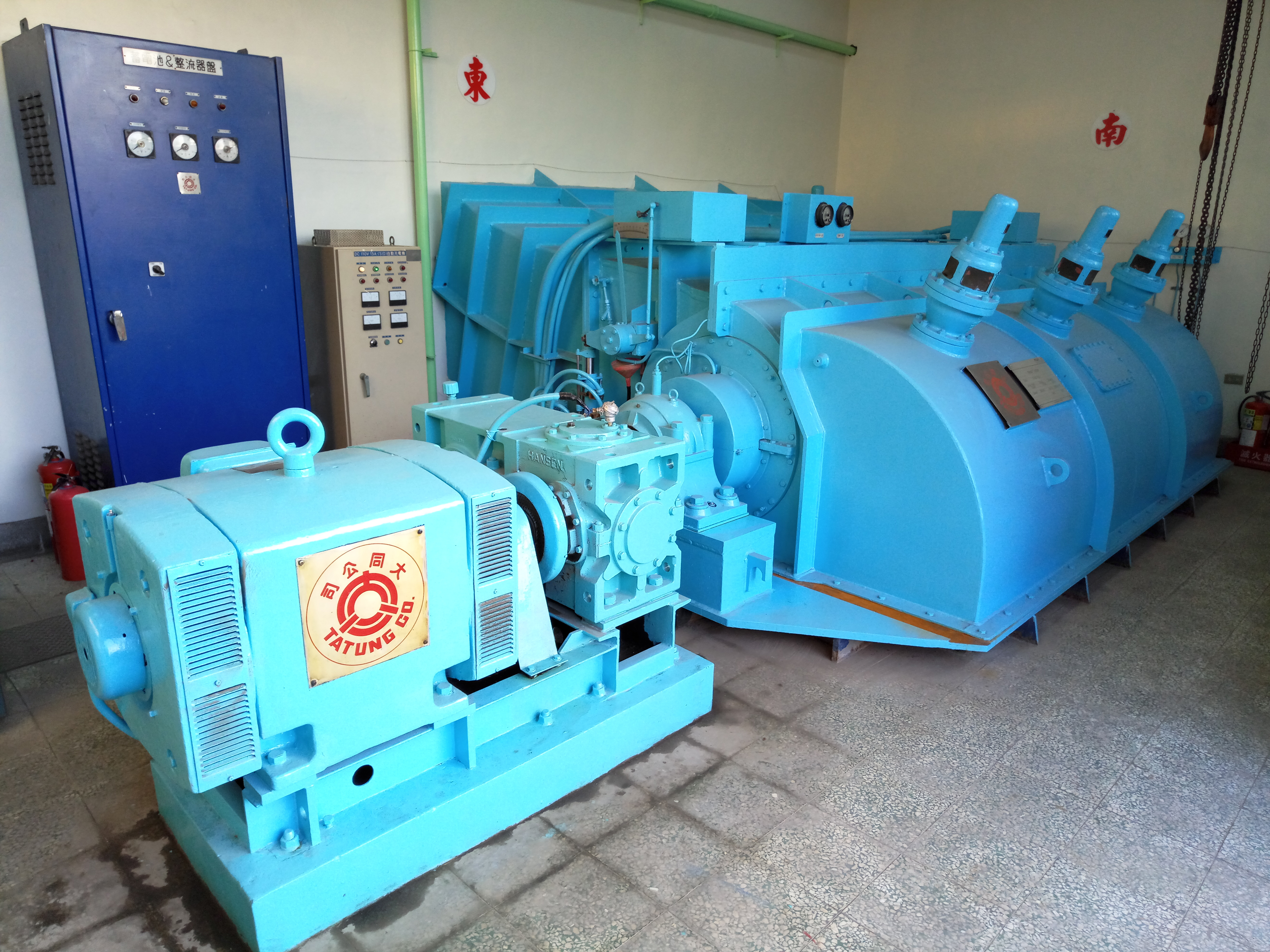
后里圳低落差示範電廠水輪發電機組。

## 資料來源
1. 1 2  張軒哲. . 自由時報. 2016-08-10  [2016-08-16]. （原始内容存档于2019-05-18） （中文（臺灣））.
2. ↑  李允中.  (PDF). 豐年第58卷第11期.   [2015-08-23]. （原始内容 (PDF)存档于2015-09-24） （中文（臺灣））.
3. 1 2  . 臺中市后里區公所. 2013-05-15  [2015-08-23] （中文（臺灣））.[永久]
4. 1 2 3  . 行政院農業委員會.   [2015-08-23]. （原始内容存档于2016-03-06） （中文（臺灣））.
5. ↑  . 大同股份有限公司.   [2015-08-23]. （原始内容存档于2019-05-15） （中文（臺灣））.
6. ↑  黃振昌.  (PDF).   [2015-08-23]. （原始内容存档 (PDF)于2013-12-19） （中文（臺灣））.
7. 1 2 3  張軒哲. . 自由時報. 2016-08-10  [2016-08-16]. （原始内容存档于2016-08-22） （中文（臺灣））.
8. ↑  hakkaweekly. . 客家電視台. 2013-05-02  [2016-08-16]. （原始内容存档于2017-09-15） （中文（臺灣））.